# Hasegawa Tohaku
En aquest nom japonès, el cognom és Hasegawa.
Hasegawa Tohaku (en japonès: 長谷川等伯, Nanao, Japó, 1539 - Edo, 19 de març de 1610) fou un pintor japonés i fundador de l'escola de Hasegawa de pintura japonesa durant el període Azuchi-Momoyama.

## Biografia
Hasegawa Tohaku va néixer el 1539 a Nanao, una ciutat de la província de Noto (a les proximitats de l'actual Prefectura d'Ishikawa) en una família local coneguda de tintorers de tela, encara que l'evidència mostra que el cognom original de Tohaku era Okumura i que va ser adoptat per la família Hasegawa.

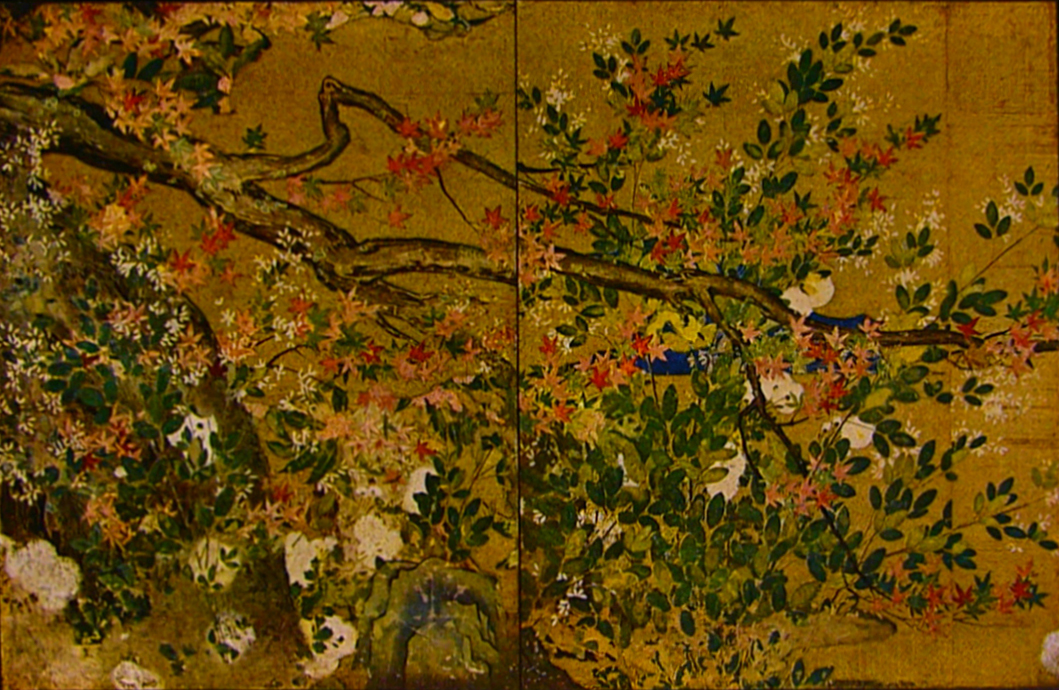
Auró, Chishaku-in, 1593

Tohaku va començar la seva carrera artística com a pintor de pintures budistes a la seva província natal de Noto. A l'edat de 20 anys, Tohaku era un pintor professional, i quan va complir els trenta es va traslladar a Kioto per estudiar a la prestigiosa escola Kano, aleshores dirigida per Kano Shoei. L'escola de Kano era ben coneguda en aquell moment especialment per les seves «pintures negres» que decoraven les parets de castells de més d'un patró ric, senyors de la guerra. Sovint es tractava de tinta sobre paper o de pa d'or sobre plafons blancs que servien a un doble propòsit de reflectir la llum prop de les cambres del castell, així com fer gala de l'abundant riquesa del propietari del castell que podia contractar aquestes peces extravagants. Molts dels primers treballs de Tohaku estan realitzats a l'estil de l'escola Kano, com ara el seu Auró, Chishaku-in pintat el 1593.
Al mateix temps, també va estudiar les més antigues pintures de tinta de les dinasties Song, Yuan i períodes Muromachi, mitjançant l'examen de les obres de Mu Qi i Sesshu Toyo, es creu que va tenir accés en el seu temps al temple Daitoku-ji de Kioto. Després d'un període a Kioto, Tohaku va desenvolupar el seu propi estil de sumi-e que en molts aspectes s'apartava de les tècniques audaces indicatives de l'escola Kano, i va tornar novament al minimalisme dels seus predecessors. Les obres de Sesshu Toyo en particular, va influir el reencaminament de l'estil artístic de Tohaku. Tohaku estava, de fet, tan enamorat de les tècniques de Sesshu que va intentar reclamar drets com el seu cinquè successor, encara que va perdre en una batalla legal a favor d'Unkoku Togan. Tanmateix, la influència de Sesshu és evident en moltes de les seves obres finals, com ara el seu Shorin-zu Byobu (松林図屏風) paravent amb la representació d'arbres de pi, que va ser declarat com un tresor nacional del Japó, s'argumenta que són les primeres pintures de la seva escala en representar només els arbres de pi com a tema.
L'escola fundada per Hasegawa Tohaku es coneix avui com l'escola Hasegawa. Aquesta escola era petita, i consistia principalment de Tohaku i els seus fills. Per petita que sigui, els seus membres conservaven una estètica tranquil·la i reservada de Tohaku, que molts atribueixen a la influència de Sesshu, així com el seu contemporani i amic, Sen no Rikyu. Se sospita que amb aquesta estètica simple protestaven de l'ús de la intimidació i la riquesa desenfrenada de l'escola Kano.
|  |  |